# Maria-louca
Maria-louca é uma aguardente fabricada em Casas de Detenções. Foi citada pela primeira vez no livro Estação Carandiru. É produzida secretamente nos presídios brasileiros pelos presos neles contidos. A fabricação envolve elaborados processos de fermentação e destilação.
Existem vídeos mostrando o método completo para fazê-la.